# François Clauteaux
 (janvier 2012).
Si vous disposez d'ouvrages ou d'articles de référence ou si vous connaissez des sites web de qualité traitant du thème abordé ici, merci de compléter l'article en donnant les références utiles à sa vérifiabilité et en les liant à la section « Notes et références ».
François Clauteaux, né à Nantes le 29 janvier 1920 et mort à Paris 19e le 25 mars 2007, est un publicitaire et patron de presse français.

## Biographie

### Jeunesse et études
Il fait des études à l'École libre des sciences politiques.

### Parcours professionnel
Pendant la guerre, il est résistant, dans les transmissions, comme radio-morse. Il participe à la libération de Paris, descendant les grands boulevards avec la 2e division blindée du Général Leclerc[réf. nécessaire].
Chef de la publicité de la maison L'Oréal pendant toute la période d'après-guerre jusqu'en 1958, il est à l'origine de la création du journal Pilote, avec Jean-Michel Charlier, René Goscinny et Albert Uderzo, qu'il rencontre grâce à l'aide de son ami Jean Hébrard.
Il n'y a eu qu'un seul numéro zéro de 32 pages 
Avant il y a eu 1 premier cahier prototype de 16 pages 
puis un de 32 pages 
plus deux planches volantes dont une représente la une d'un n°0 fictif avec un petit Arlequin en fenêtre. Cet Arlequin n'est pas Rodolphe Clauteaux mais un autre enfant nommé Rémy Chevalier ,il fut pris en photo pour une publicité SPORTVEL par son papa Jean Chevalier photographe professionnel .
Cette pub fut découpée par François Clauteaux et collée sur la planche prototipe volante .